# Список озёр Папуа — Новой Гвинеи
В Папуа — Новой Гвинее находится большое количество озёр, большинство из них располагается высоко в горах. Многие озёра играют важную роль в жизни местных папуасских племён, обеспечивая их пресной водой и едой. В списке представлены крупные и мелкие (для сравнения) озёра.
| Озеро         | Провинция                    | Площадь, км² | Высота над уровнем моря, м | Глубина, м | Координаты                       |
| ------------- | ---------------------------- | ------------ | -------------------------- | ---------- | -------------------------------- |
| Абати         | Национальный столичный округ | 0,63         | 22                         |            | 10°11′41″ ю. ш. 149°12′24″ в. д. |
| Билли-Митчелл | Автономный регион Бугенвиль  | 3            | 1100                       | 90         | 6°06′ ю. ш. 155°13′ в. д.        |
| Блэкуотер     | Восточный Сепик              | 10,1         | 7                          |            | 4°35′17″ ю. ш. 143°15′27″ в. д.  |
| Кутубу        | Сатерн-Хайлендс              | 49,24        | 800                        | 70         | 6°24′ ю. ш. 143°20′ в. д.        |
| Лахала        | Автономный регион Бугенвиль  | 5,66         | 4                          |            | 6°40′53″ ю. ш. 155°56′02″ в. д.  |
| Лолору        | Автономный регион Бугенвиль  | 0,85         | 1530                       |            | 6°31′15″ ю. ш. 155°36′59″ в. д.  |
| Марри         | Западная провинция           | 647          | 20                         | 10         | 7°00′ ю. ш. 141°30′ в. д.        |
| Уисдом        | Национальный столичный округ | 86,7         | 14                         | 23         | 5°20′12″ ю. ш. 147°06′13″ в. д.  |
| Уорангай      | Восточный Сепик              | 7,8          | 15                         |            | 4°22′33″ ю. ш. 141°56′33″ в. д.  |
| Чембри        | Восточный Сепик              | 189          | 4                          |            | 4°16′32″ ю. ш. 143°06′05″ в. д.  |